# Sandro da Silva
Sandro André da Silva (* 5. März 1974 in Taubaté) ist ein ehemaliger brasilianischer Fußballspieler.

## Karriere
Da Silva begann seine Karriere 1992 bei EC Taubaté. 1995 wechselte er zu SE Palmeiras. 1996 erreichte er das Finale des Copa do Brasil. 1996 unterschrieb er einen Vertrag beim belgischen Royal Antwerpen. Am Ende der 1. Division 1997/98 stieg der Verein in die zweite Liga ab. 2000 feierte er mit dem Verein die Zweitligameisterschaft und den Aufstieg in die erste Liga. 2001 wechselte er zum mexikanischen Tecos FC. Von 2002 bis 2004 war er außerdem noch beim venezolanischen Deportivo Italchacao, japanischen Kashima Antlers und paraguayischen Club Olimpia unter Vertrag. 2005 kehrte er nach Brasilien zurück und unterschrieb einen Vertrag bei Ceará SC. Danach spielte er bei Londrina EC, EC Taubaté und CA Sorocaba.